# 上庫格爾山
47°20′6.5″N 9°42′56.9″E / 47.335139°N 9.715806°E

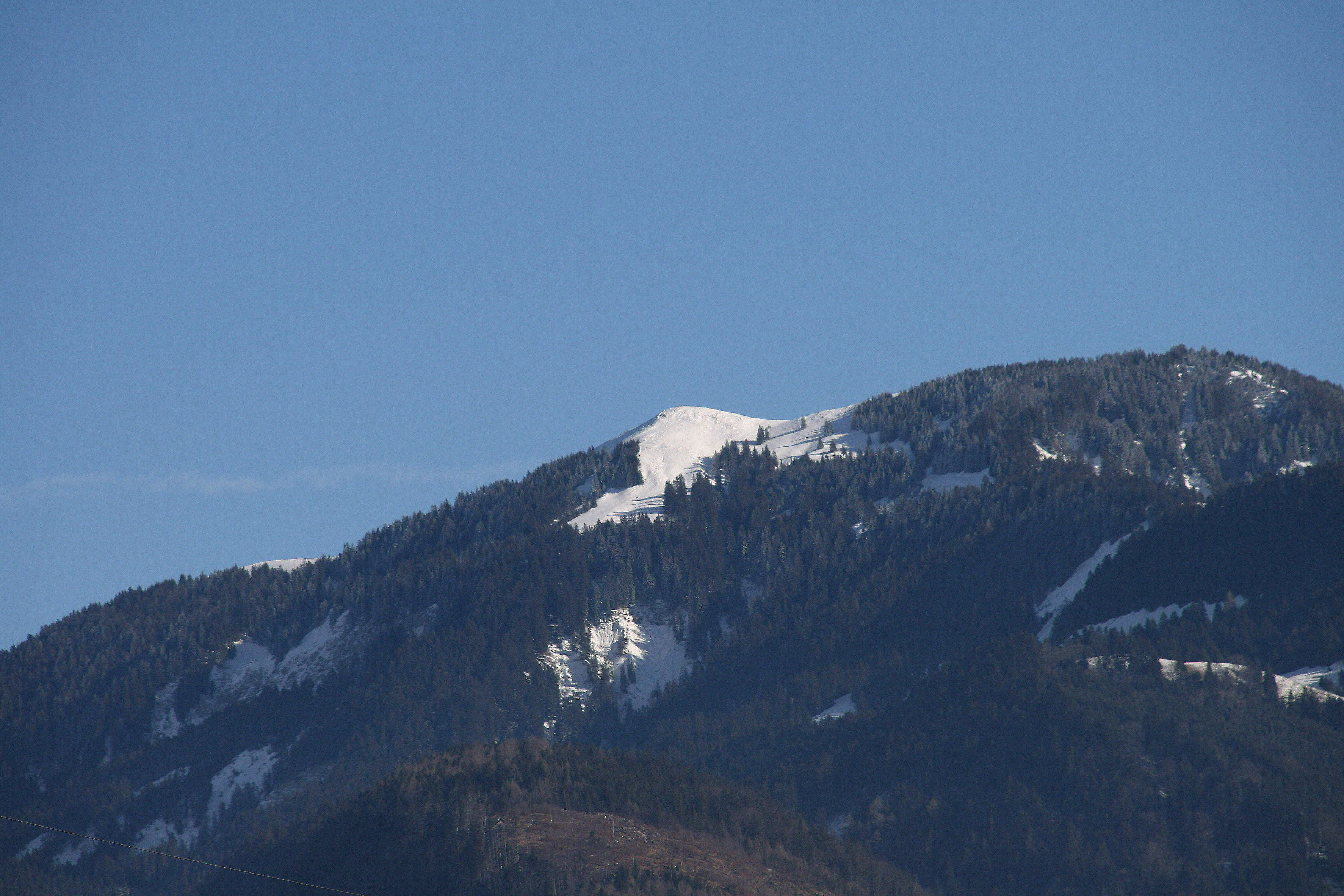

上庫格爾山（德語：Hohe Kugel），是奧地利的山峰，位於該國西部，由福拉爾貝格州負責管轄，屬於布雷根茨森林山脈的一部分，處於弗拉克瑟恩，海拔高度1,645米，每年平均降雨量1,852毫米。